# Boštjan Kline
Pour les articles homonymes, voir Kline.
Boštjan Kline, né le 9 mars 1991 à Maribor, est un skieur alpin slovène.

## Biographie
Licencié au SK Branik Maribor, il prend part à ses premières compétitions de la FIS en 2006 puis à la Coupe du monde à partir de décembre 2009. En 2011, il devient double champion du monde junior en descente et super G et marque ses premiers points en Coupe du monde avec une 15e place en descente. Il est sélectionné pour sa première compétition majeure à l'occasion des Championnats du monde 2013.
Le 30 janvier 2016, il monte sur son premier podium en coupe du monde en finissant deuxième de la descente de Garmisch-Partenkirchen. Parti avec le dossard 3, il a longtemps cru tenir sa première victoire en Coupe du monde, mais le Norvégien Aleksander Aamodt Kilde parti avec le dossard 30 lui passe devant. Auparavant en équipe de Slovénie, seuls Andrej Jerman, Andrej Sporn et Rok Perko étaient montés sur un podium de Coupe du monde en descente.
En février 2017, il remporte sa première épreuve de Coupe du monde à l’occasion de la descente de Kvitfjell. Il confirme ce résultat par une septième place à la descente des Championnats du monde 2017 à Saint-Moritz.
Aux Jeux olympiques d'hiver de 2018, à Pyeongchang, il est dixième du super G et 27e de la descente, tandis qu'il ne démarre pas la seconde manche du combiné alpin. Depuis, il n'arrive pas à obtenir de résultat dans le top dix en Coupe du monde, enregistrant comme meilleur résultat en 2021 une quinzième place à la descente des Championnats du monde à Cortina d'Ampezzo ou encore une dixième place à descente des Jeux olympiques de Pékin.

## Palmarès

### Jeux olympiques
| Édition / Épreuve   | Descente | Super G | Combiné |
| ------------------- | -------- | ------- | ------- |
| JO 2018 Pyeongchang | 27e      | 10e     | Abandon |
| JO 2022 Pékin       | 10e      | 20e     | -       |

### Championnats du monde
| Épreuve / Édition                 | Descente | Super-G | Combiné |
| --------------------------------- | -------- | ------- | ------- |
| Mondiaux 2013 Schladming          | DNF      | 30e     | DNF     |
| Mondiaux 2015 Vail - Beaver Creek | 33e      | DNF     | DNF     |
| Mondiaux 2017 Saint-Moritz        | 7e       | DNF     | -       |
| Mondiaux 2019 Åre                 | 20e      | DNF     | DNF     |
| Mondiaux 2021 Cortina d'Ampezzo   | 15e      | 24e     | DSQ     |

### Coupe du monde
- Meilleur classement général : 20e en 2017.
- 3 podiums (2 en descente et 1 en super G), dont 1 victoire.

#### Détail de la victoire
| Édition / Épreuve | Descente  | Total |
| 2017              | Kvitfjell | 1     |
| Total             | 1         | 1     |

#### Classements par saison
| Année/Classement | Général | Général | Descente | Descente | Slalom | Slalom | Slalom géant | Slalom géant | Super G | Super G | Combiné | Combiné |
| Année/Classement | Class.  | Points  | Class.   | Points   | Class. | Points | Class.       | Points       | Class.  | Points  | Class.  | Points  |
| ---------------- | ------- | ------- | -------- | -------- | ------ | ------ | ------------ | ------------ | ------- | ------- | ------- | ------- |
| 2011             | 130e    | 16      | 45e      | 16       | -      | -      | -            | -            | -       | -       | -       | -       |
| 2012             | 135e    | 6       | -        | -        | -      | -      | -            | -            | 54e     | 6       | -       | -       |
| 2013             | 120e    | 14      | 50e      | 8        | -      | -      | -            | -            | 47e     | 6       | -       | -       |
| 2014             | -       | -       | -        | -        | -      | -      | -            | -            | -       | -       | -       | -       |
| 2015             | 101e    | 41      | 39e      | 30       | -      | -      | -            | -            | 44e     | 11      | -       | -       |
| 2016             | 24e     | 372     | 17e      | 185      | -      | -      | -            | -            | 14e     | 172     | 30e     | 15      |
| 2017             | 20e     | 352     | 10e      | 230      | -      | -      | -            | -            | 12e     | 122     | -       | -       |
| 2018             | 71e     | 83      | 36e      | 24       | -      | -      | -            | -            | 26e     | 45      | 28e     | 14      |
| 2019             | 86e     | 67      | 57e      | 4        | -      | -      | -            | -            | 22e     | 63      | -       | -       |
| 2020             | 126e    | 23      | -        | -        | -      | -      | -            | -            | 33e     | 23      | -       | -       |
| 2021             | 106e    | 32      | 42e      | 17       | -      | -      | -            | -            | 45e     | 15      | -       | -       |

### Championnats du monde junior
- 2 médailles d'or en 2011 (super G et descente).
- 1 médaille de bronze en 2010 (descente).

### Championnats de Slovénie
- 2 titres en descente en 2013 et 2016.
- 1 titre en super G en 2015.
- 1 titre en combiné en 2015.